# Chiesa di Santa Maria della Valle (Sant'Angelo d'Alife)
La chiesa di Santa Maria della Valle è la parrocchiale di Sant'Angelo d'Alife, in provincia di Caserta e diocesi di Alife-Caiazzo; fa parte della forania di Alife.

## Storia
L'originaria chiesa di Santa Maria sorse nel corso del Quattrocento, mentre tra il 161 e il 1662 venne eretto il campanile; sempre nel Seicento il luogo di culto venne elevato al rango arcipretale.
Tra gli anni quaranta e settanta del XVIII secolo la parrocchiale venne interessata da un intervento di ricostruzione.
Al principio dell'Ottocento si procedette, ad opera della ditta partenopea di Salvatore Delle Donne, alla posa del nuovo pavimento, che, tuttavia, fu oggetto di un rifacimento pressoché completo nel secolo successivo.
Nel 1979 si provvide all'esecuzione dell'adeguamento liturgico secondo le usanze postconciliari mediante l'aggiunta dell'altare rivolto verso l'assemblea.

## Descrizione

### Esterno
La facciata della chiesa, rivolta a nordovest, è suddivisa da una cornice marcapiano in due registri, entrambi scanditi da quattro lesene e abbelliti da specchiature; quello inferiore presenta centralmente il portale d'ingresso e ai lati due nicchie vuote, mentre quello superiore è caratterizzato da una finestra e sormontato dal coronamento mistilineo.
Annesso alla parrocchiale è il campanile a base quadrata, la cui cella presenta su ogni lato una monofora a tutto sesto ed è coronata dalla guglia poggiante sul tamburo ottagonale.

### Interno
L'interno dell'edificio si compone di un'unica navata, sulla quale si affacciano le cappellette laterali, introdotte da archi a tutto sesto, e le cui pareti sono scandite da lesene sorreggenti la trabeazione modanata e aggettante sopra la quale si imposta la volta a botte unghiata; al termine dell'aula si sviluppa il presbiterio, rialzato di alcuni gradini e chiuso dall'abside semicircolare coperta da calotta semisferica.
Qui sono conservate diverse opere di pregio, tra le quali l'altare maggiore, consacrato il 5 maggio 1747 dal vescovo di Alife Egidio Antonio Isabelli, le tele raffiguranti l'Ultima Cena, l'Adorazione dei Ppstori e il Compianto del Cristo morto, dipinte tra i secoli XVIII e XIX dal molisano Raffaele Gioia, e gli affreschi eseguiti nel 1926 da Raffaele Iodice.